# Apus (släkte)
Den artikel avhandlar fågelsläktet Apus. För andra betydelser, se Apus
Apus är ett släkte med små till medelstora fåglar inom familjen seglare (Apodidae), som bara förekommer i Gamla världen, främst i Afrika. 
Tidigare placerades alpseglare och vattrad seglare i släktet men de förs numera ofta till det egna släktet Tachymarptis.
Den största arten inom släktet är orientseglaren med en kroppslängd på 17–18 centimeter, medan husseglaren med sina 12 centimeter är den minsta. De påminner om svalor, med vilka de inte alls är närbesläktade, men har kortare stjärtar och deras vingform påminner om en skära. De lever merparten av sina liv i luften och de har mycket små fötter som de främst använder för att hålla fast sig mot ytor.

## Taxonomisk historia
Före 1950-talet rådde det viss debatt kring vilken grupp organismer som skulle få använda släktnamnet Apus. Louis Augustin Guillaume Bosc gav nämligen organismerna, som idag är kända som Triops, släktnamnet Apus, och senare auktorer fortsatte att använda denna term. Keilhack menade att detta var felaktigt eftersom det redan tidigare fanns ett fågelsläkte med seglare som givits detta namn av Scopoli 1909. Det var inte förrän 1958 när International Commission on Zoological Nomenclature (ICZN) bestämde att istället använda det vetenskapliga namnet Triops som kontroversen avslutades.

## Systematik
Denna lista följer AviList:
- Khasiseglare (Apus acuticauda)
- Orientseglare (Apus pacificus)
- Vitgumpseglare (Apus caffer)
- Skogsseglare (Apus batesi)
- Horusseglare (Apus horus)
- Husseglare (Apus nipalensis)
- Stubbstjärtseglare (Apus affinis)
- Nyanzaseglare (Apus niansae)
- Madagaskarseglare (Apus balstoni)
- Damaraseglare (Apus bradfieldi)
- Svartseglare (Apus barbatus)
- Kapverdeseglare (Apus alexandri)
- Somaliaseglare (Apus berliozi)
- Enfärgad seglare (Apus unicolor)
- Tornseglare (Apus apus)
- Blek tornseglare (Apus pallidus)

Arter flyttade till släktet Tachymarptis
- Alpseglare (Tachymarptis melba)
- Vattrad seglare (Tachymarptis aequatorialis)

Kända fossila arter:
- Apus gaillardi (sen/mellersta miocen i La Grive-St.-Alban, Frankrike)
- Apus wetmorei (tidig - sen pliocen? i södra centrala och sydöstra Europa)
- Apus baranensis (sen pliocen i sydöstra Europa)
- Apus submelba (mellersta pleistocen i Slovakien)

"Apus" ignotus från miocen placeras numera i släktet Procypseloides.